# 대한민국 상법 제29조
대한민국 상법 제29조는 상업장부의 종류, 작성원칙에 대한 상법총칙의 조문이다.

## 조문
제29조 (상업장부의 종류·작성원칙) ① 상인은 영업상의 재산 및 손익의 상황을 명백히 하기 위하여 회계장부 및 대차대조표를 작성하여야 한다.

② 상업장부의 작성에 관하여 이 법에 규정한 것을 제외하고는 일반적으로 공정·타당한 회계관행에 의한다.

## 같이 보기
- 상업장부